# Липаны
Ли́паны (словац. Lipany, укр. Лип'яни, нем. Siebenlinden, венг. Héthárs) — город в восточной Словакии, расположенный у подножья Чергова на реке Ториса. Население — около 6,5 тысяч человек.

## История
Липаны впервые упоминаются в 1312 году, как поселение, лежащее на торговом пути из Венгрии в Польшу. В XV веке Липаны много раз опустошили гуситы. В XVI веке Липаны были одним из крупнейших городов Шариша, но в XVII—XVIII веках были опустошены во время антигабсбургских восстаний. Из полосы упадка город вышел только после 1948 года, когда в городе было построено несколько заводов.

## Население
| Год:                | 1994 | 2004    | 2014    | 2024    |
| ------------------- | ---- | ------- | ------- | ------- |
| Количество человек: | 5800 | 6302    | 6422    | 6450    |
| Разница:            |      | +8,65 % | +1,90 % | +0,43 % |

## Достопримечательности
- Костёл св. Мартина